# Маркиз Таунсенд
Маркиз Таунсенд (англ. Marquess Townshend) — наследственный титул в системе Пэрства Великобритании.

## История
Титул маркиза Таунсенда был создан 31 октября 1787 года для Джорджа Таунсенда, 4-го виконта Таунсенда (1724—1807). Титул носили члены семьи Таунсенд из Рэйнхем Холла в графстве Норфолк. Эта семья происходит от сэра Роджера Таунсенда (ок. 1596—1637). В 1617 году Роджер Таунсенд получил титул баронета из Рэйнхема в графстве Норфолк (Баронетство Англии). Позднее он представлял в Палате общин Орфорд (1621—1622) и Норфолк (1628—1629). Его младший сын, Горацио Таунсенд, 3-й баронет (1630—1687), сыграл важную роль в восстановлении монархии после Гражданской войны в Англии, а также был депутатом парламента от Норфолка (1656—1659, 1660—1661). В 1661—1676 годах — лорд-лейтенант графства Норфолк. В 1661 году для него был создан титул барона Таунсенда из Линна-Региса в графстве Норфолк. 2 декабря 1682 года он был удостоен титула виконта Таунсенда из Рэйнхема в графстве Норфолк. Оба титула являлись Пэрством Англии.

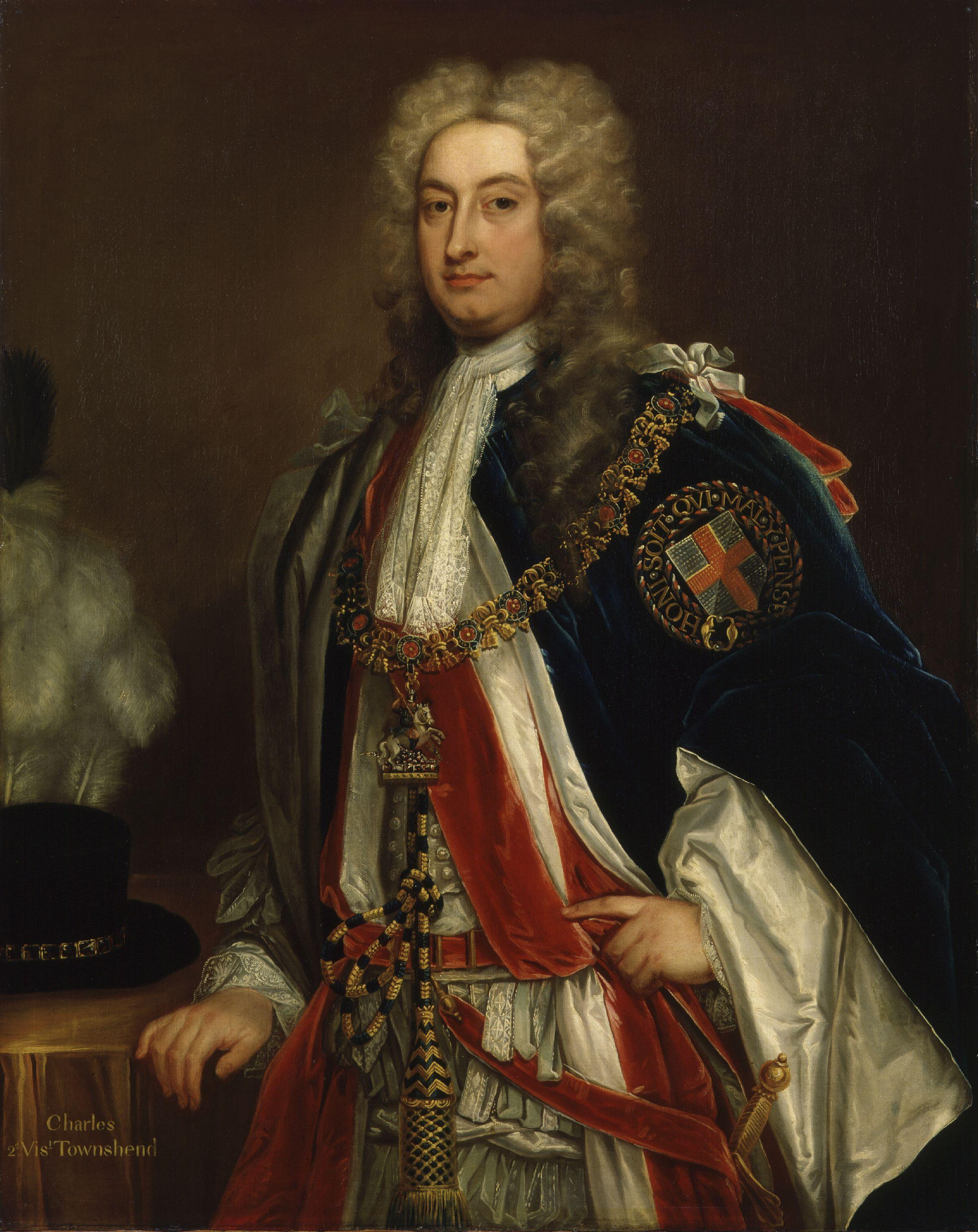
Чарльз Таунсенд, 2-й виконт Таунсенд (1674—1738)

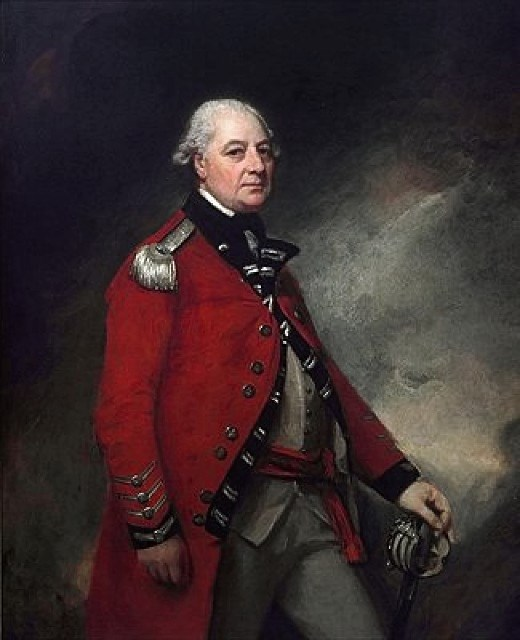
Фельдмаршал Джордж Таунсенд, 1-й маркиз Таунсенд (1724—1807)

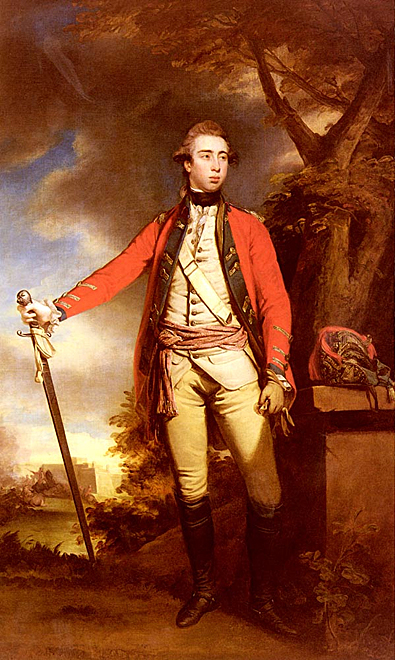
Джордж Таунсенд, 2-й маркиз Таунсенд (1753—1811)

Ему наследовал его сын, Чарльз Таунсенд, 2-й виконт Таунсенд (1674—1738). Он был видным государственным деятелем, занимал посты капитана почётной йоменской гвардии (1707—1714), государственного секретаря Северного департамента (1714—1716, 1721—1730), лорда-лейтенанта Ирландии (1717), лорда-председателя Совета (1720—1721). Также лорд Таунсенд служил лордом-лейтенантом Норфолка (1701—1713, 1714—1730). 2-й виконт Таунсенд также занимался сельскохозяйственными реформами в своём норфолкском имении Рейнхэм и получил прозвище «Репа Таунсенд». Его старший сын, Чарльз Таунсенд, 3-й виконт Таунсенд (1700—1764). В 1722—1723 годах он был депутатом Палаты общин от Грейт-Ярмута. В 1723 году, еще при жизни отца, он был вызван в Палату лордов в качестве барона Таунсенда (с 1723 по 1738 год также носил титул лорда Линна). В 1730—1738 годах — лорд-лейтенант графства Норфолк.
- Его преемником стал его старший сын, Джордж Таунсенд, 1-й маркиз Таунсенд (1724—1807). Он имел чин фельдмаршала британской армии, был депутатом Палаты общин от Норфолка (1747—1764), занимал посты лорда-наместника Ирландии (1767—1772), генерала-фельдцейхмейстера (1772—1782, 1783—1784), лорда-лейтенанта Норфолка (1792—1807). В 1787 году для него был создан титул маркиза Таунсенда (Пэрство Великобритании). Первой женой лорда Таунсенда была Шарлотта Комптон, 15-я баронесса Феррерс из Чартли и 7-я баронесса Комптон (ум. 1770).
- Ему наследовал его старший сын, Джордж Таунсенд, 2-й маркиз Таунсенд (1753—1811). После смерти своей матери в 1770 году он унаследовал титулы 16-го барона Феррерса из Чартли и 8-го барона Комптона. В 1784 году для него был создан титул графа Лестера в системе Пэрства Англии. Он был потомком леди Люси Сидни (ум. 1685), дочери Роберта Сидни, 2-го графа Лестера (1595—1677). Лорд Таунсенд позднее занимал должности мастера монетного двора (1790—1794), генерального почтмейстера (1794—1799) и лорда-стюарда Хаусхолда (1799—1802).
- Его сын, Джордж Таунсенд, 3-й маркиз Таунсенд (1778—1855), был бездетным. После его смерти в 1855 году титул графа Лестера угас, а титулы барона Феррерса из Чартли и барона Комптона перешли в состояние ожидания.
- Маркизат унаследовал его кузен, Таунсенд, Джон, 4-й маркиз Таунсенд (1798—1863). Он был сыном лорда Джона Таунсенда (1757—1833), второго сына 1-го маркиза Таунсенда. Лорд Таунсенд имел чин контр-адмирала британского флота, а также заседал в Палате общин Великобритании от Тамворта (1847—1855).
- Его сын, Джон Таунсенд, 5-й маркиз Таунсенд (1831—1899), также представлял Тамворт в Палате общин (1856—1863).
- Таунсенд, Джон, 6-й маркиз Таунсенд (1866—1921)
- Таунсенд, Джордж, 7-й маркиз Таунсенд (1916—2010) — британский пэр и бизнесмен.
- По состоянию на 2024 год, обладателем маркиза являлся Таунсенд, Чарлз, 8-й маркиз Таунсенд (род. 1945), который сменил своего отца в апреле 2010 года.

## Другие известные члены семьи Таунсенд

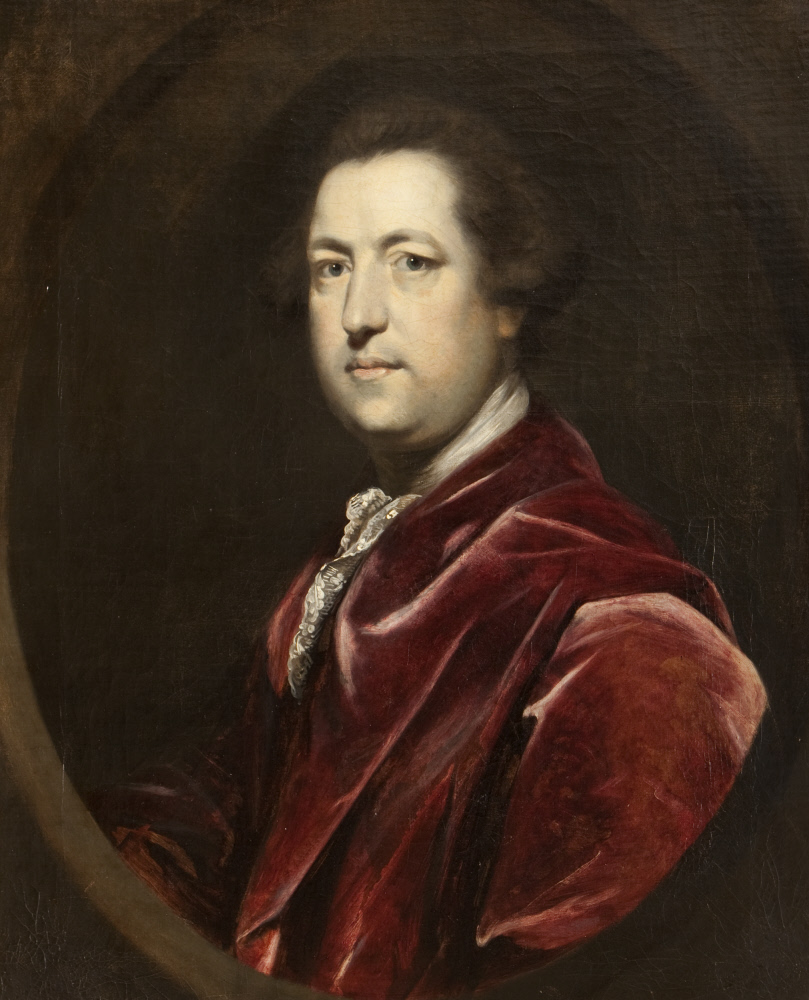
Чарльз Таунсенд (1725—1767)

- Чарльз Таунсенд (1725—1767), видный государственный деятель и оратор, канцлер казначейства (1766—1767), второй сын 3-го виконта Таунсенда
- Томас Таунсенд, 1-й виконт Сидней (1733—1800), британский политик, военный министр (1782), министр внутренних дел (1782—1783, 1783—1789), лидер Палаты лордов (1783—1789), сын достопочтенного Томаса Таунсенда (1701—1780), второго сына 2-го виконта Таунсенда. В его честь были названы город Сидни в Новой Шотландии (Канада) и город Сидней в Новом Южном Уэльсе (Австралия).
- Джон Таунсенд, 1-й граф Сидней (1805—1890), либеральный политик, лорд-камергер (1859—1866, 1868—1874), лорд-стюард (1880,-1885 1886), сын Томаса Таунсенда, 2-го виконта Сиднея (1764—1831), внук предыдущего
- Чарльз Таунсенд, 1-й барон Бейнинг (1728—1810), депутат Палаты общин от Грейт-Ярмута (1756—1784, 1790—1796), сын достопочтенного Уильяма Таунсенда (1702—1738), третьего сына 2-го виконта Таунсенда
- Роджер Таунсенд (1708—1760), депутат Палаты общин от Грейт-Ярмута (1738—1747) и Ая (1747—1748), младший сын Чарльза Таунсенда, 2-го виконта Таунсенда, от первого брака
- Джордж Таунсенд (1715—1769), адмирал британского флота, старший сын Чарльза Таунсенда, 2-го виконта Таунсенда, от второго брака
- Лорд Чарльз Таунсенд (1785—1853), депутат Палаты общин от Тамворта (1812—1818, 1830—1835), второй сын Джорджа Таунсенда, 2-го маркиза Таунсенда
- Лорд Джон Таунсенд (1757—1833), депутат Палаты общин от Кембриджского университета (1780—1784), Вестминстера (1788—1790) и Нарсборо (1793—1800, 1801—1818), второй сын фельдмаршала Джорджа Таунсенда, 1-го маркиза Таунсенда
- Лорд Чарльз Таунсенд (1769—1796), депутат Палаты общин от Грейт-Ярмута (1796), четвертый сын Джорджа Таунсенда, 1-го маркиза Таунсенда, от первого брака
- Лорд Джеймс Таунсенд (1785—1842), депутат парламента от Хелстона (1818—1832, 1835—1837), младший сын Джорджа Таунсенда, 1-го маркиза Таунсенда, от второго брака
- Чарльз Фокс Таунсенд (1795—1817), старший сын лорда Джона Таунсенда (1757—1833), второго сына Джорджа Таунсенда, 1-го маркиза Таунсенда
- Сэр Чарльз Вере Феррерс Таунсенд (1861—1924), генерал-майор британской армии, депутат Палаты общин от Врекина (1920—1922), потомок 1-го маркиза Таунсенда.

Титул учтивости старшего сына и наследника маркиза Таунсенда — «Виконт Рэйнхем». В 1807—1855 годах наследники маркизата носили титул учтивости — «Граф Лестер», а наследника графа Лестера носили титул учтивости — «Лорд Феррес из Чартли».
Нынешний маркиз Таунсенд носил дополнительные титулы: виконт Таунсенд из Рэйнхема в графстве Норфолк (создан в 1682), барон Таусенд ил Линна-Региса в графстве Норфолк (1661), баронет Таунсенд из Рэйнхема в графстве Норфолк (1617). Все эти титулы являлись Пэрством Англии.
Родовая резиденция — Рэйнхем Холл в Факенхэме, графство Норфолк.

## Баронеты Таунсенд из Рэйнхема (1617)
- 1617—1637: Сэр Роджер Таунсенд, 1-й баронет (ок. 1596 — 1 января 1637), сын сэра Джона Таунсенда (ок. 1568—1603);
- 1637—1648: Сэр Роджер Таунсенд, 2-й баронет (21 декабря 1628—1648), старший сын предыдущего;
- 1648—1687: Сэр Горацио Таунсенд, 3-й баронет (14 декабря 1630 — 10 декабря 1687), младший сын 1-го баронета, барон Таунсенд с 1661 года и виконт Таунсенд с 1682 года.

## Виконты Таунсенд (1682)
- 1682—1687: Горацио Таунсенд, 1-й виконт Таунсенд (14 декабря 1630 — 10 декабря 1687), младший сын 1-го виконта Таунсенда;
- 1687—1738: Чарльз Таунсенд, 2-й виконт Таунсенд (18 апреля 1674 — 21 июня 1738), старший сын 1-го виконта Таунсенда;
- 1738—1764: Чарльз Таунсенд, 3-й виконт Таунсенд (11 июля 1700 — 12 марта 1764), старший сын предыдущего;
- 1764—1807: Джордж Таунсенд, 4-й виконт Таунсенд (28 февраля 1724 — 14 сентября 1807), старший сын предыдущего, маркиз Таунсенд с 1787 года.

## Маркизы Таунсенд (1787)
- 1787—1807: Джордж Таунсенд, 1-й маркиз Таунсенд (28 февраля 1724 — 14 сентября 1807), старший сын предыдущего;
- 1807—1811: Джордж Таунсенд, 2-й маркиз Таунсенд, 1-й граф Лестер (18 апреля 1753 — 27 июля 1811), старший сын предыдущего;
- 1811—1855: Джордж Феррерс Таунсенд, 3-й маркиз Таунсенд, 2-й граф Лестер (13 декабря 1778 — 31 декабря 1855), старший сын предыдущего;
- 1855—1863: Джон Таунсенд, 4-й маркиз Таунсенд (28 марта 1798 — 10 сентября 1863), младший сын лорда Джона Таунсенда (1757—1833), второго сына фельдмаршала, 1-го маркиза Таунсенда;
- 1863—1899: Джон Вильерс Стюарт Таунсенд, 5-й маркиз Таунсенд (10 апреля 1831 — 6 октября 1899), младший сын предыдущего;
- 1899—1921: Джон Джеймс Дадли Стюарт Таунсенд, 6-й маркиз Таунсенд (17 октября 1866 — 17 ноября 1921), единственный сын предыдущего;
- 1921—2010: Джордж Джон Патрик Доминик Таунсенд, 7-й маркиз Таунсенд (13 мая 1916 — 23 апреля 2010), единственный сын предыдущего;
- 2010 — настоящее время: Чарльз Джордж Таунсенд, 8-й маркиз Таунсенд (род. 26 сентября 1945), единственный сын предыдущего от первого брака;
  - Наследник: Томас Чарльз Таунсенд, виконт Рэйнхем (род. 2 ноября 1977), единственный сын предыдущего;
    - Наследник наследника: достопочтенный Рэйф Томас Таунсенд (род. 2014), единственный сын предыдущего.